# Bulbophyllum ebracteolatum
Bulbophyllum ebracteolatum là một loài phong lan thuộc chi Bulbophyllum.